# Vallis Snellius

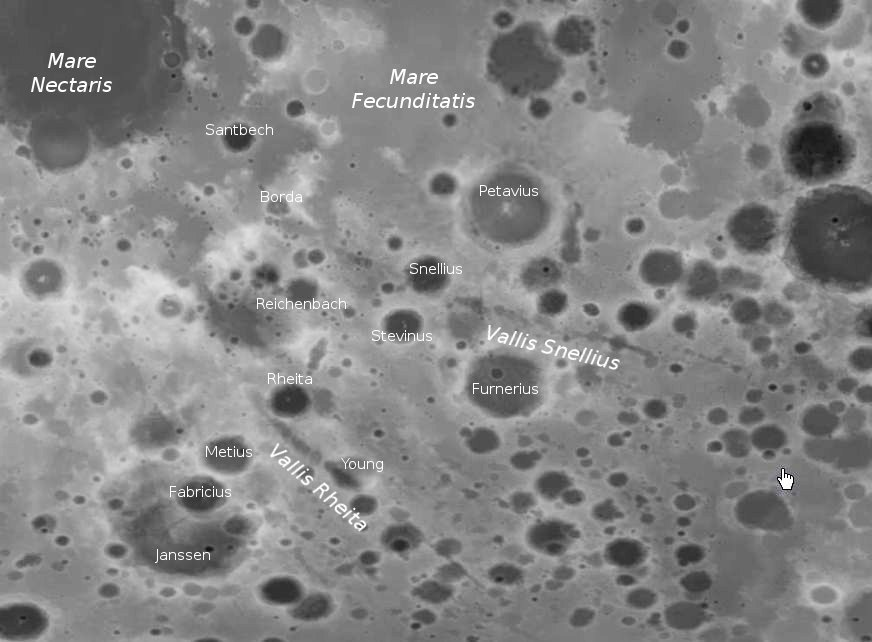
Vallis Snellius i Vallis Rheita (fragment mapy LRO)

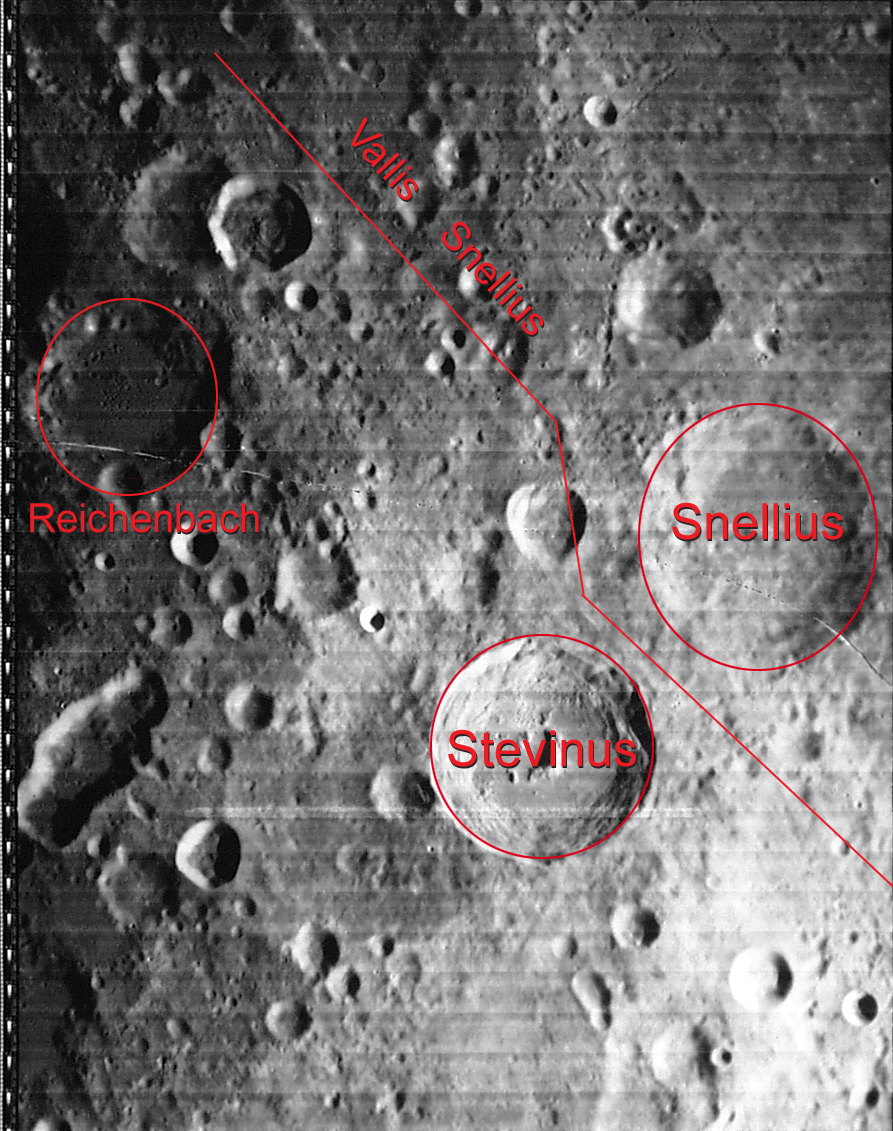
Zdjęcie z Lunar Orbiter 4 z objaśnieniami przedstawiającymi kratery Snellius, Stevinus i Reichenbach oraz Vallis Snellius. Lunar Orbiter 4 NASA okrążył Księżyc w 1967 roku.

Vallis Snellius – dolina księżycowa o długości 592 km, której środek ma współrzędne selenograficzne 31,1° S; 56,0° E. Dolinę nazwano na cześć holenderskiego astronoma i matematyka Willebrord Snell, nazwa została zatwierdzona przez Międzynarodową Unię Astronomiczną w roku 1964.